# Коминнефть
«Коминнефть» — об'єднання з видобутку нафти, центр — м. Ухта, Росія.
В кінці XX ст. включало 16 основних виробничих одиниць. Розробляло 13 нафтових і одне газове родовище. Більшість родовищ розробляється з підтриманням пластового тиску шляхом закачування води.
У 2004 р. АТ «Коминнефть» — нафтогазодобувне управління Західного Сибіру, Татарії, Удмуртії.